# Occidozyginae
Sous-famille
Les Occidozyginae sont une sous-famille d'amphibiens de la famille des Dicroglossidae.

## Répartition
Les espèces des deux genres de cette sous-famille se rencontrent en Asie du Sud-Est et dans le sud de la Chine.

## Liste des genres
Selon Amphibian Species of the World (10 juin 2017) :
- Ingerana Dubois, 1987
- Occidozyga Kuhl & Van Hasselt, 1822

## Publication originale
- Fei, Ye & Huang, 1990 : Key to Chinese Amphibians. Chongqing, China, Publishing House for Scientific and Technological Literature, p. 1-364.